# Agamyxis pectinifrons
Espèce
Agamyxis pectinifrons, le Silure peige[réf. nécessaire], est une espèce sud-américaine de poissons-chats épineux d'eau douce de la famille des Doradidae.

## Répartition
Agamyxis pectinifrons se rencontre dans le bassin de l'Amazone.

## Description
Agamyxis pectinifrons mesure jusqu'à 15 cm, queue non comprise.

## Systématique
Le nom valide complet (avec auteur) de ce taxon est Agamyxis pectinifrons (Cope, 1870).
L'espèce a été initialement classée dans le genre Doras sous le protonyme Doras pectinifrons Cope, 1870,.
Agamyxis pectinifrons a pour synonymes :
- Doras flavopictus Steindachner, 1908
- Doras pectinifrons Cope, 1870

## Publication originale
- (en) E. D. Cope, « Contribution to the ichthyology of the Marañon », Proceedings of the American Philosophical Society, Philadelphie, APS, vol. 11, no 81,‎ 1870, p. 559-570 (ISSN 0003-049X et 2326-9243, OCLC 1480557, JSTOR 981513, lire en ligne).